# Carlos Eduardo Cadoca
Carlos Eduardo Cadoca, eigentlich Carlos Eduardo Cintra da Costa Pereira (* 23. April 1940 in Recife, Brasilien; † 13. Dezember 2020 ebendort) war ein brasilianischer Politiker.

## Leben und Wirken
Cadoca, wie er allgemein genannt wurde, studierte von 1963 bis 1967 Rechtswissenschaften mit einem Semester Wirtschaftsentwicklung in Harvard und machte sein Examen 1967. Danach war er als Anwalt tätig.
Es folgte eine Karriere als Politiker, zunächst als Stadtrat von Recife durchgehend von 1983 bis 1999 mit einem Schwerpunkt auf Sport, Wirtschaft und Tourismus. Dann saß er im Parlament des Bundesstaates von Pernambuco von 1995 bis 1999 und war zusätzlich Minister des Bundesstaates für Sport, Wirtschaft und Tourismus von 1993 bis 1998. Im Bundesparlament von Brasilien in der Bundeshauptstadt Brasilia saß er für den Bundesstaat Pernambuco als Abgeordneter von 1999 bis 2018.
Von 1999 bis 2001 war er Präsident des Nordostbrasilianischen Tourismusverbandes. In den Parteien PMDB, PSC, PCdoB, PDT war er wechselnd Mitglied. Er begründete das MDB gegen die Militärdiktatur von 1964 bis 1985 im Bundesstaat Pernambuco mit.
Cadoca starb im Alter von 80 Jahren am 13. Dezember 2020 in seiner Heimatstadt an den Folgen einer COVID-19-Erkrankung. Er hinterließ seine Frau. Ihm zu Ehren benannte das Bundesparlament den Saal der Tourismuskommission nach Cadoca.